# 第二次チャールストン港の戦い
第二次チャールストン港の戦い（だいにじチャールストンこうのたたかい、英: Second Battle of Charleston Harbor、またはチャールストン港包囲戦、ワグナー砦包囲戦、モリス島の戦い）は、南北戦争の1863年7月18日から9月7日にサウスカロライナ州チャールストン近くで起きた戦闘である。北軍は陸海共同軍で、南軍のチャールストン守備隊を攻撃した。

## 背景
北軍は1863年7月にワグナー砦を2度強襲で奪おうとしてその度に撃退され、指揮官のクインシー・A・ギルモア少将はあまり損失を出さない方法を選ぶこととし、砦の包囲戦を始めた。

## 包囲戦

### 技術革新と困難さ
第二次ワグナー砦の戦い（1863年7月18日）直後の数日で、北軍は軍事的に新しいものを並べてモリス島の南軍工作物を包囲した。北軍の砲手は野砲の架台に載せた施条砲であるレクア砲と呼ばれる新しい大砲を使った。土木工兵がワグナー砦に向かってジグザグの塹壕を掘っている時に、2つ目の新規事項であるカルシウムの投光照明が使われた。守備隊の頭上で明るいせん光が閃いて、守備隊の目を晦まして反撃の精度を落とさせ、その間に北軍の砲手が光の背後から安全に発砲できた。
南軍守備隊にも利点はあった。北軍工兵が掘っている地面は浅い砂層の下に泥の基盤があった。塹壕を掘ると以前のワグナー砦襲撃で戦死した北軍兵士の死体を掘り当てることも始まっていた。病気と水の悪さは両軍ともに災いしていた。

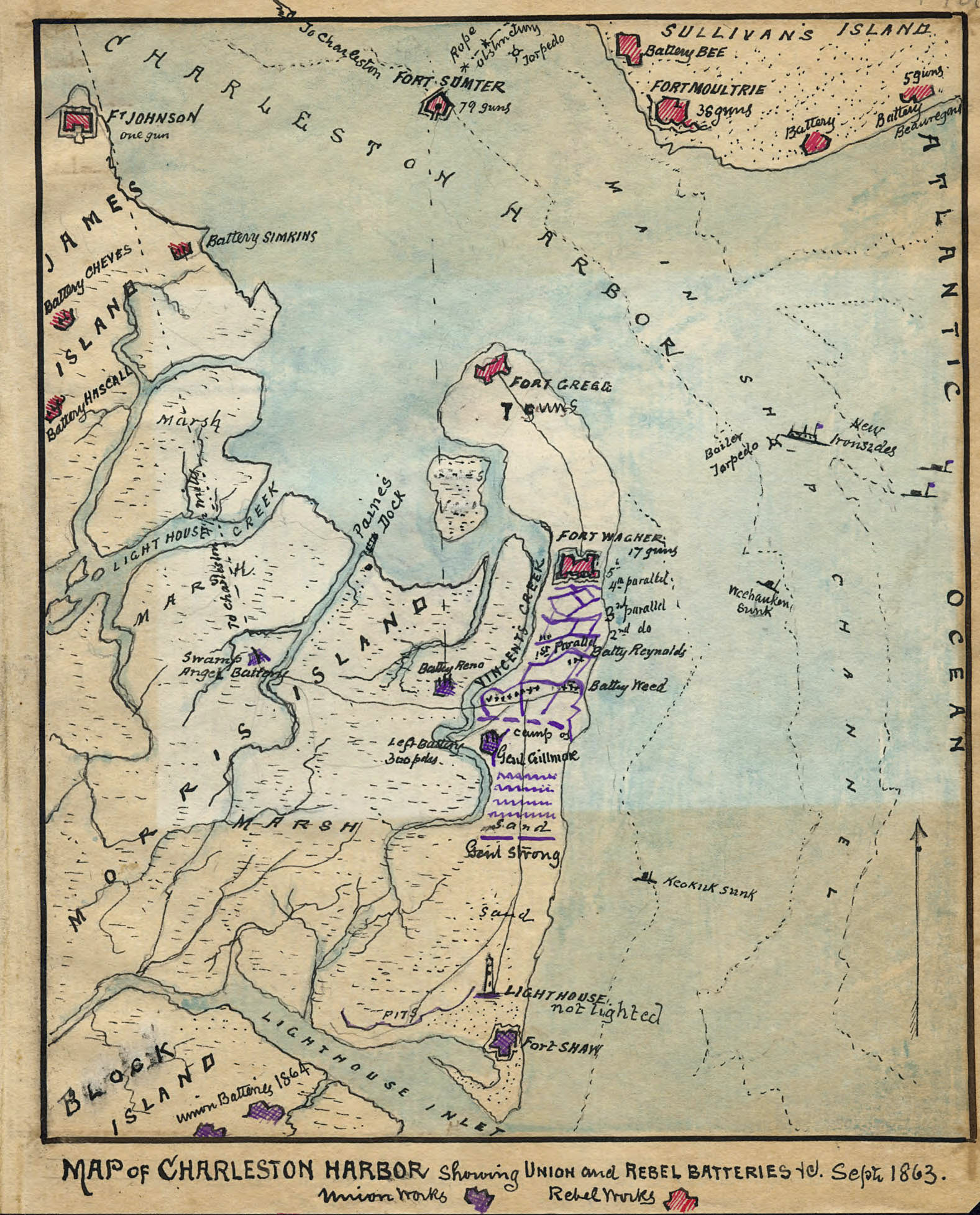
「チャールストン港の北軍と南軍の砲台を示す図、1863年9月」ロバート・K・スニーデン作図

### 守備隊
北軍は「グランドガード」の塹壕前線に入る兵士を常にローテーションしていた。8月16日夜、南軍の破裂弾が、その日グランドガードの指揮官だったジョシュア・B・ハウェル大佐の本部にしていた壕を突き破って破裂した。砲弾の破片がハウェル大佐の頭に当たり、重傷を負わせた。ハウェルは直ぐに快復したものの、この事件により北軍指揮層は塹壕前線に専ら古参兵を使うようにした。南軍もワグナー砦とグレッグ砲台の間で常に兵士のローテーションを行っていた。夜の間にボートで本土から新しい兵士を運んで守備兵と入れ替えていた。南軍はワグナー砦でそこそこの勝利を得ていたが、この作戦が続くものと予測していた。作戦を継続するためにP・G・T・ボーリガード将軍から大勢の守備隊を引き出して備えていた。チャールストン周りの南軍を直接指揮するのは、元職業軍人であり、サウスカロライナ州の実業家でもあったロスウェル・S・リプリーだった。リプリーの軍はチャールストン港を取り巻く陣地に広がっており、地元サウスカロライナ州の民兵隊師団が含まれていた。北軍のギルモアとジョン・A・ダールグレン提督は北軍総司令官であるヘンリー・ハレックに援軍を要請した。ハレックは躊躇したが、それでもポトマック軍から1個師団をジョージ・H・ゴードンの下につけて派遣してきた。北軍ノースカロライナ方面軍指揮官のジョン・G・フォスター将軍が援軍の1個師団を熱狂的に派遣し、ギルモアに「チャールストンは大変重要なので、勝てそうなときは失敗してはならない」と告げた。

### 砲台

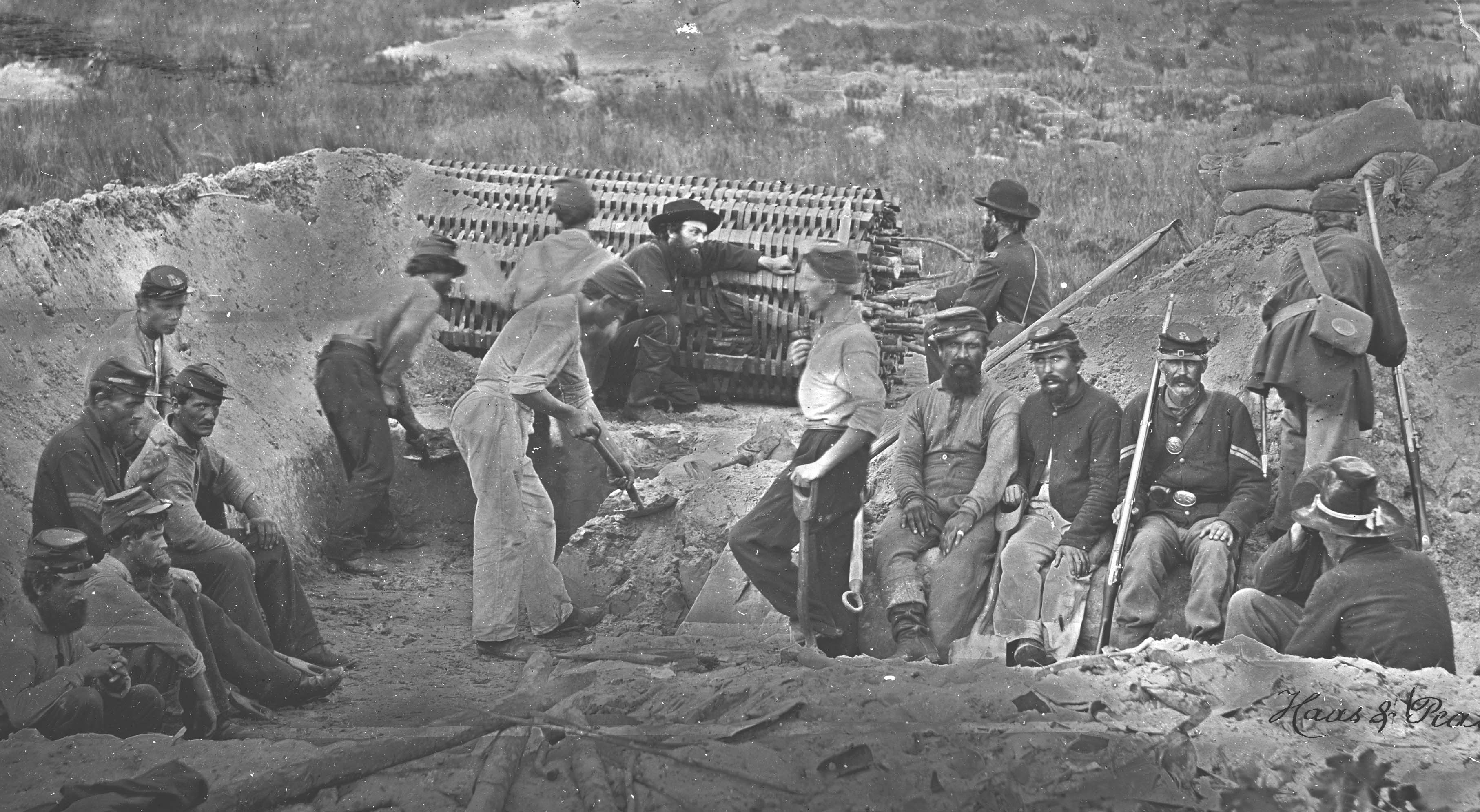
モリス島で、サップローラーを使って塹壕を掘る北軍兵、1863年

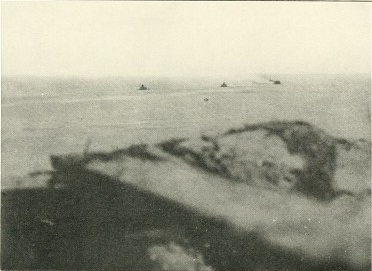
ムールトリー砦を砲撃する北軍の装甲艦、ジョージ・S・クックが1863年9月8日に撮影

モリス島は湿地が多かったが、北軍はワグナー砦に対抗するために強力な砲台を建設した。これら砲台は戦死した指揮官の名前が付けられることが多かった。例えば、ストロング、レイノルズ、カーニー、ウィードと付けられた。その他にもローズクランズやミードなど高官の名前が付けられた。
ワグナー砦の中では海に面した10インチ・コロンビヤード砲1門と陸に面した大砲数門が悪い条件にあった。ローレンス・M・カイト大佐が南軍守備隊を指揮している間に、ジェームズ島にある南軍砲台と協調するために、西壁の上に信号所を設立していた。カイトの後任であるジョンソン・ハーグッド将軍は狙撃兵と陸に向いた大砲数門をうまく活用し、北軍の砦に対する包囲工作を邪魔していた。南軍はその大砲と壕を保護していたが、北軍海軍の砲撃に対しては無力であり、結局北軍の塹壕工作を遅らせただけだった。

## 湿地のエンジェル
8月2日、北軍の工兵がチャールストン市に対して直接砲撃するために、より内陸で砲台の建設を始めた。8月17日までに、大型砲台に武装する用意ができていた。チャールズ・セルマー中尉がメイン第11歩兵連隊の分遣隊と共に呼びつけられ、現在は「湿地のエンジェル」と呼ばれる200ポンド・パロット砲を据え付けた。8月21日、ギルモアはボーリガードに最後通告を送り、ワグナー砦とサムター砦を放棄しないとチャールストン市を砲撃すると伝えた。翌日になってもその返事は無く、「湿地のエンジェル」の第一弾がチャールストン市のセントマイケル教会尖塔を標的にして放たれた。8月22日、南軍砲台が湿地のエンジェルを黙らせようとしたが無駄だった。ボーリガードは、ギルモアが文民のいる市内に大砲を向け、市民に脱出する機会を与えなかったことで、ギルモアのことを軽蔑した。ギルモアは1日の休戦猶予を与えたが、チャールストンが補給物資の保管所として、合法的に軍事的な標的になるという事実を伝える機会もあった。砲撃は再開されたが、湿地のエンジェルが26発放ったところで破裂し、この作戦の間代替品は届かなかった。この南北戦争で市民が軍事目的の標的にされたのは最初のことになった。

## サムター砦

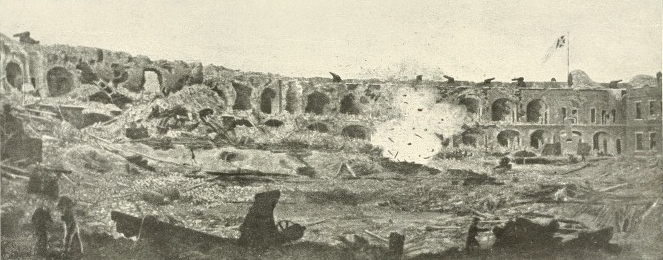
座礁した北軍モニター艦USSウィホーケンからサムター砦に打ち上げられた砲弾が練兵場で爆発するところ、ジョージ・S・クックが撮影

ギルモアは塹壕を掘り進めていく難しさがあったものの、8月半ばまでにその攻城砲をサムター砦の射程内に据え付けることができた。8月17日、砲撃を開始し、最初の日に1,000発近い砲弾を放った。8月23日、砦の工作物が瓦礫に変わり、ボーリガードはできるだけ多くの砦の大砲を外させた。ギルモアは陸軍省に宛てて、「サムター砦は形がなくなり、無害な廃墟の塊となっている」と電報を打った。しかし、サムター砦砲撃はその後も12月31日まで続くことになった。

## ワグナー砦の陥落

### 射撃壕への攻撃
ギルモアの注意はワグナー砦に向かった。このときまでにギルモアの部隊は南軍工作物に十分近くなっており、歩兵が行動できた。8月21日、ジョージ・B・ダンディ大佐がニューヨーク第100歩兵連隊を率い、ワグナー砦の射撃壕に殺到した。ニューヨーク兵は素早く暫定哨戒線を確立したが、短命に終わった。ハーグッド将軍が反撃を命令し、ダンディ隊を排撃した。ダンディの攻撃後に、南軍の工兵が射撃壕の強化を始め、北軍に再度攻撃をさせて損失を出させることを期待していた。その工作が完成する前に、ギルモアがアルフレッド・H・テリー師団長に射撃壕を占領するよう命令した。テリーはトマス・G・スティーブンソン准将の旅団からマサチューセッツ第24歩兵連隊に、攻撃を先導するよう備えさせた。これを支援したのがニューハンプシャー第3歩兵連隊だった。マサチューセッツ第24歩兵連隊の各員はショベルを2つずつ装備し、占領した射撃壕を即座に造りなおした。8月25日夜、スティーブンソン将軍が、レクア砲からの援護の中を自ら攻撃を率いた。この攻撃はノースカロライナ第61歩兵連隊を圧倒し、その多くが降伏した。砦の指揮官ジョージ・P・ハリソン大佐が大砲による反撃を命令したが、射撃壕が既に新しい包囲戦に変わっていた。9月5日、ギルモアとダールグレン提督がワグナー砦に対して36時間の激しい砲撃を加え、残っていた守備隊の100名を殺した。

### 脱出
砦の状態は耐えがたいものとなり、守備隊指揮官ローレンス・M・カイト大佐がボーリガード将軍に、砦を守れるのは最早400名に過ぎないと伝えた。よって9月6日から7日の夜に、ボーリガードが南軍がモリス島の陣地を放棄するよう命令した。9月7日、北軍がワグナー砦を占領した。

## 戦いの後
ワグナー砦は連続的な砲撃に60日間耐えて、さらに長い期間北軍を留めていた。北軍の陸軍と海軍はチャールストン港の重要な陣地を確保し、最も恐ろしい砦を瓦礫に変えた。これにも拘わらず、チャールストン市とサムター砦は暫く南軍の支配下に残っていた。これを落としたのは1865年のカロライナ方面作戦にウィリアム・シャーマンの軍が市内を行進したときだった。

## 関連図書
- Bostick, Douglas W. (2010). Douglas W.. 
The History Press, Charleston, South Carolina. pp. 158. ISBN 9781596297579 Url
- Brennan, Patrick (1996) Secessionville: Assault on Charleston
Savas Publishing Company, Campbell, California,  pp. 394, ISBN = 1-882810-08-2, Url
- Burton, E. Milby. The Siege of Charleston 1861–1865. Columbia: University of South Carolina Press, 1970. ISBN 0-87249-345-8.
- Reed, Rowena. (1978) Combined Operations in the Civil War. 
Naval Institute Press, Annapolis, MD,   ISBN 0-87021-122-6.
- Wise, Stephen R. (1994) Gate of Hell: Campaign for Charleston Harbor, 1863. 
University of South Carolina Press, Columbia, ISBN 0-87249-985-5.